# François Cantagrel
Pour les articles homonymes, voir Cantagrel.
Félix François Jean Cantagrel est un homme politique français né le 27 juin 1810 à Amboise (Indre-et-Loire) et décédé le 27 février 1887 à Paris.

## Biographie
Il est issu d'une famille aveyronnaise.
Étudiant à Paris en 1827, il est licencié en droit de la faculté de Paris. Il est ensuite diplômé des ponts et chaussées, spécialisé en architecture.

### Journalisme
Il écrit des articles de critique littéraire dans la revue L'Artiste entre 1834 et 1838. Disciple de Charles Fourier, il fonde un journal, La Phalange qui devient par la suite La Démocratie pacifique.
Il est directeur du journal l'union démocratique (de Nantes) de 1869 à 1871. 
En 1871 et 1872, il participe au journal Le Radical.

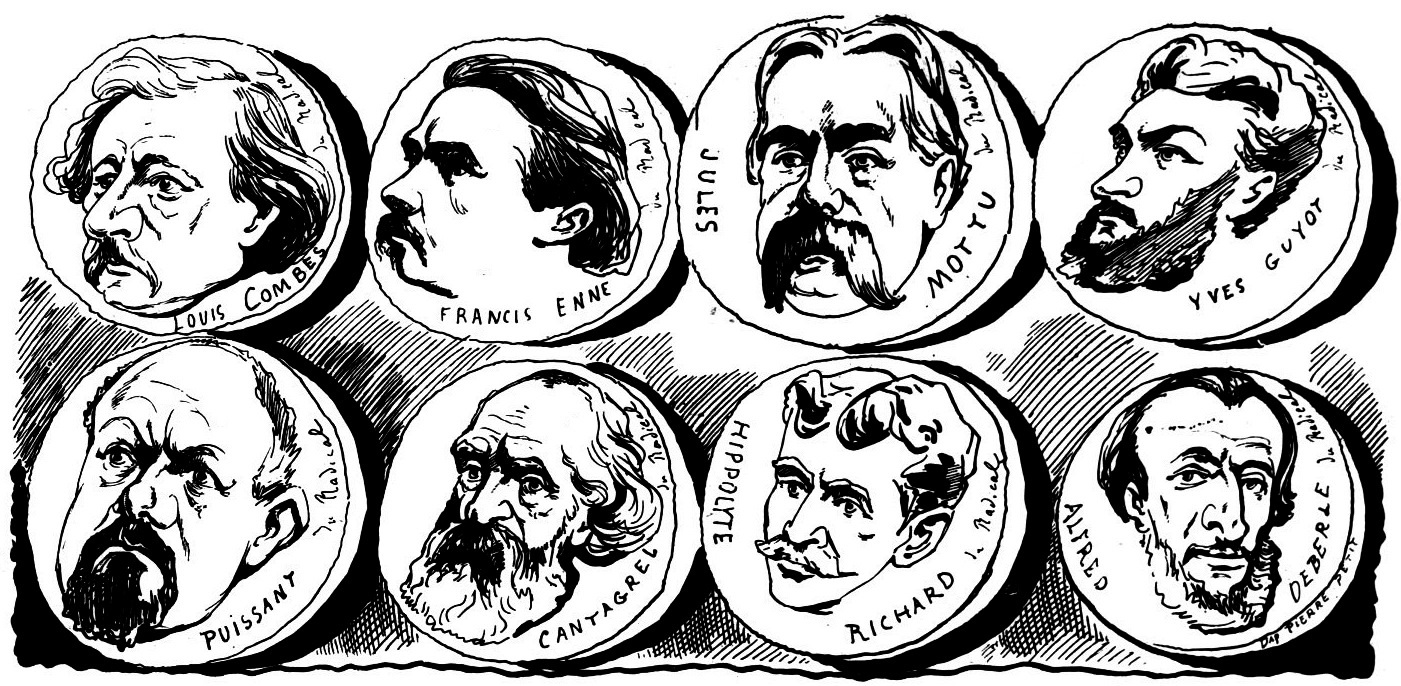
Caricatures des rédacteurs du Radical par Faustin. Cantagrel est le second à gauche en bas.

### Politique
Il est député de Loir-et-Cher de 1849 à 1850, siégeant à l'extrême gauche. Il est condamné par contumace et déchu de son mandat à la suite de sa participation à la journée du 13 juin 1849. Poursuivi avant même le coup d’État du 2 décembre 1851, il s'exile en Belgique (1849-1854), au Texas où il fonde une colonie fouriériste nommée La Réunion (phalanstère) (1854-1856) puis en Suisse (1858-1859). Il rentre en France en 1859, au moment de l'amnistie, et devient employé de la compagnie du gaz parisien. 
Candidat d'opposition sous le Second Empire, il est conseiller municipal de Paris de 1871 à 1876.

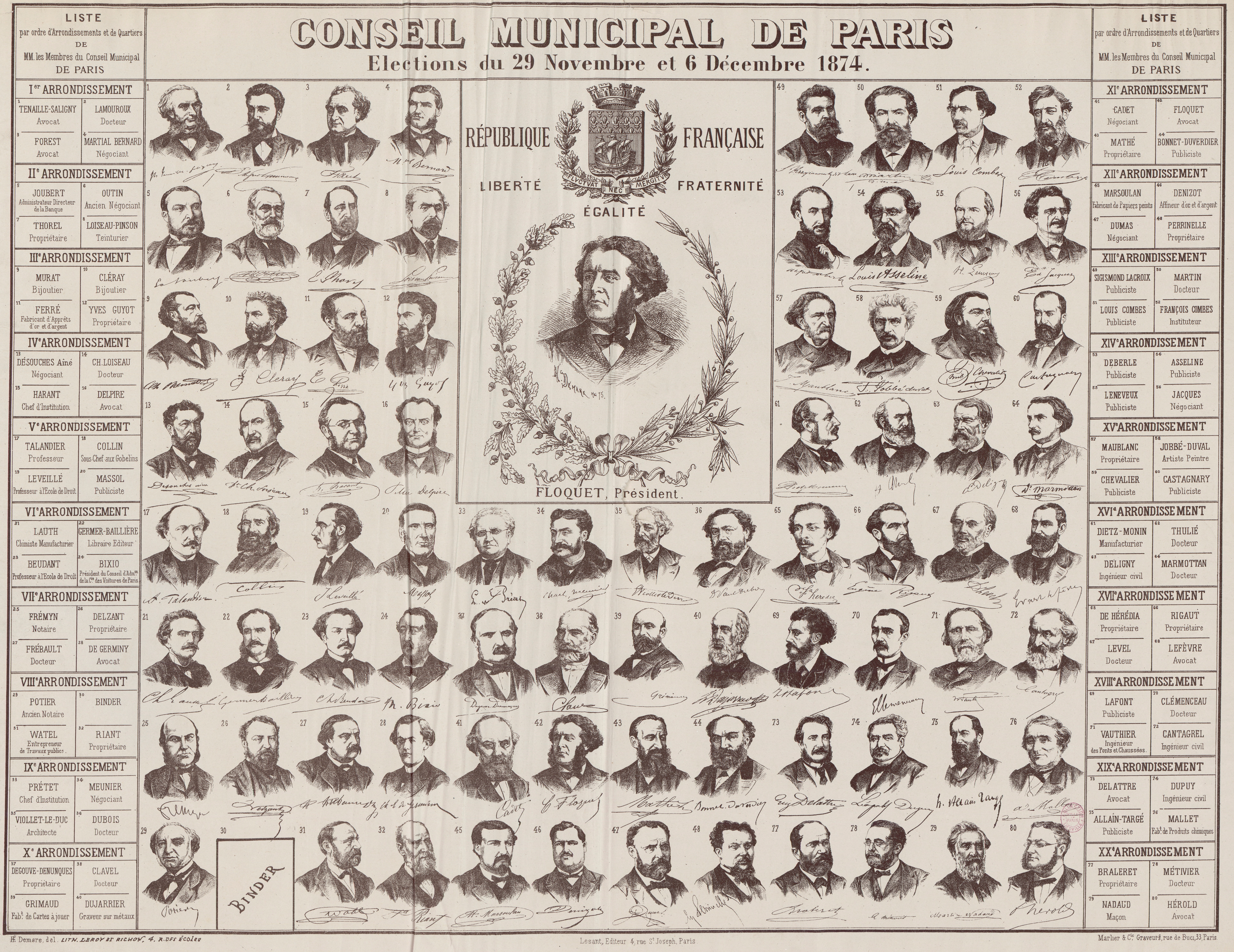
Conseil municipal de Paris en 1874.

Il est député de la Seine de 1876 à 1887, siégeant à l'extrême gauche. Il est l'un des 363 qui refusent la confiance au gouvernement de Broglie, le 16 mai 1877.

## Hommage
- Rue Cantagrel (Paris)

## Sources
- « François Cantagrel », dans Adolphe Robert et Gaston Cougny, Dictionnaire des parlementaires français, Edgar Bourloton, 1889-1891 [détail de l’édition]